# Rebecca Clarke
Pour les articles homonymes, voir Clarke.
Rebecca Helferich Clarke, née le 27 août 1886 à Harrow (Royaume-Uni) et morte le 13 octobre 1979 à New York, est une compositrice et altiste britannique surtout connue pour ses œuvres de musique de chambre avec alto. Elle est considérée comme l'une des plus importantes compositrices du Royaume-Uni de l'entre-deux-guerres. Son œuvre réduite est largement tombée dans l'oubli après qu'elle eut arrêté de composer. Elle connaît toutefois depuis son 90e anniversaire (c'est-à-dire en 1976) un regain d'intérêt. Une Société Rebecca Clarke a été fondée en septembre 2001 pour promouvoir l'exécution et la publication de sa musique.

## Études et jeunesse

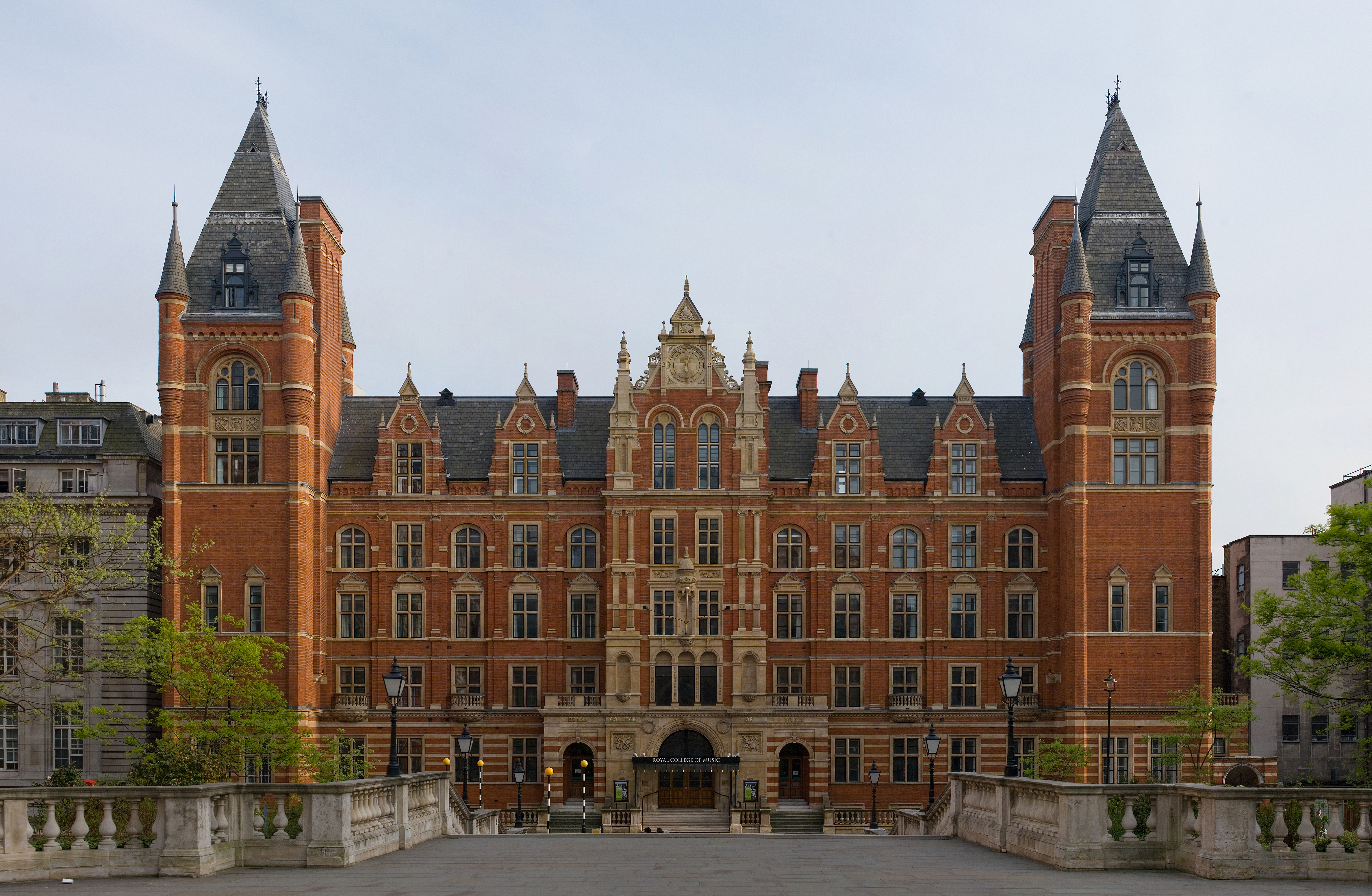
Le Royal College of Music de Londres où Clarke étudie de 1907 à 1910.

Rebecca Clarke naît à Harrow, en Angleterre, de Joseph Thacher Clarke, un Américain, et de sa femme allemande, Agnes Paulina Marie Amalie Helferich. Son père s'intéresse à la musique et lui fait apprendre le violon à l'âge de neuf ans. Elle commence ses études à la Royal Academy of Music en 1903, mais son père la retire de l'institution en 1905 après que le professeur Percy Hilder Miles (en) a demandé sa main (il lui léguera plus tard son violon stradivarius dans son testament). Elle fait ses premiers séjours aux États-Unis peu après. Elle entre ensuite au Royal College of Music où elle reste de 1907 à 1910, devenant la première élève féminine de Sir Charles Villiers Stanford. À la demande de Stanford, elle laisse le violon pour l'alto au moment où ce dernier commençait à être considéré comme un instrument solo légitime. Elle étudie avec Lionel Tertis, qui était considéré comme le plus grand altiste de l'époque. En 1910, elle met en musique un recueil de poésie chinoise qu'elle intitule Tears en collaboration avec un groupe d'étudiants du RCM. Elle chante également sous la direction de Ralph Vaughan Williams dans un ensemble d'étudiants organisé par Clarke pour étudier et interpréter la musique de Palestrina.
Après les critiques de Rebecca concernant les affaires extra-conjugales de son père, celui-ci la chasse de la maison et lui coupe les fonds. Elle doit quitter le Royal College en 1910 et gagne sa vie en jouant de l'alto. Clarke devient une des premières femmes musiciennes d'orchestre professionnelles lorsqu'elle est sélectionnée par Sir Henry Wood pour jouer dans le Queen's Hall Orchestra en 1912,. En 1916, elle part aux États-Unis pour continuer sa carrière d'interprète. Une pièce courte et lyrique intitulée Morpheus qu’elle compose sous le pseudonyme d'Anthony Trent est créée en 1918 lors d'un récital commun avec la violoncelliste May Mukle en 1918 à New York. Les critiques font l'éloge de « Trent » ignorant largement les œuvres créditées à Clarke créées lors du même récital,. Sa carrière de compositrice culmine pendant une brève période, commençant avec la sonate pour alto qu'elle présente en 1919 à un concours sponsorisé par Elizabeth Sprague Coolidge, la voisine de Clarke et mécène des arts. La sonate arrive première parmi les œuvres de soixante-douze participants ex æquo avec une composition d'Ernest Bloch. Coolidge déclare plus tard Bloch vainqueur. Les journalistes spéculent que Rebecca Clarke est seulement un pseudonyme de Bloch, ou au moins que ce n’est pas Clarke qui a composé ces pièces,, car l’idée qu'une femme puisse composer de telles œuvres est socialement inconcevable. La sonate est bien reçue lors de sa première représentation au Berkshire music festival en 1919. En 1921, Clarke fait également bonne impression lors d'un concours de Coolidge avec son trio pour piano, bien qu'elle rate encore le premier prix. En 1923, la rhapsodie pour violoncelle et piano fait de Clarke la seule femme sponsorisée par Coolidge. Ces trois œuvres représentent le sommet de la carrière de compositrice de Clarke.

## Carrière et mariage
Clarke commence une carrière de soliste en 1924 à Londres après avoir effectué une tournée mondiale en 1922 et 1923. En 1927 elle participe à la création de l’English Ensemble, un quatuor avec piano dans lequel elle joue avec Marjorie Hayward, Kathleen Long et May Mukle (en). Elle participe également à plusieurs enregistrements dans les années 1920 et 1930 et participe à des radiodiffusions musicales de la BBC. Elle compose beaucoup moins pendant cette période. Elle participe en 1931 à l'exposition coloniale à Paris avec l’English Ensemble.
Entre 1927 et 1933, elle a une relation avec le baryton anglais John Goss qui est de huit ans plus jeune et qui est marié. Il crée plusieurs de ses chants dont deux qui lui sont dédiés, June Twilight et The Seal Man. Son Tiger, Tiger, terminé au moment où leur relation s'arrête, est sa dernière composition vocale jusqu'aux années 1940.
Lors du commencement de la Seconde Guerre mondiale, Clarke est aux États-Unis pour voir ses deux frères et ne peut obtenir de visa pour rentrer au Royaume-Uni. Elle vit quelque temps avec la famille de ses deux frères et en 1942 devient gouvernante dans une famille du Connecticut. Elle compose dix œuvres entre 1939 et 1942, dont sa Passacaglia on an Old English Tune.

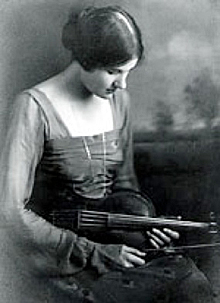
Rebecca Clarke.

Elle rencontre pour la première fois son futur mari, James Friskin (un compositeur, pianiste de concert et membre fondateur de la Juilliard School), alors qu'ils sont tous deux étudiants au Royal College of Music. Ils renouent leur amitié après s'être rencontrés par hasard dans une rue de Manhattan en 1944 et ils se marient en septembre de la même année alors qu'ils sont tous deux dans leur cinquantaine. Selon la musicologue Liane Curtis, Friskin « est un homme qui donne [à Clarke] un sentiment de profonde satisfaction et d'équilibre. »
Clarke est décrit par Curtis comme un des compositeurs britanniques les plus importants de l'entre-deux-guerres, et par Stephen Banfield comme la compositrice britannique la plus remarquable de cette période. Cependant sa production devient ensuite sporadique. Elle souffre de dysthymie, une forme chronique de dépression; le manque d'encouragement – et parfois le découragement pur et simple – qu'elle reçoit pour son travail la rend réticente à composer. Clarke ne se considère pas capable d'équilibrer sa vie personnelle et les demandes de composition : « Je ne peux pas à moins que cela soit la première chose à laquelle je pense le matin en me levant et la dernière chose le soir en me couchant ». Après son mariage elle arrête de composer malgré les encouragements de son mari, mais elle continue à faire des arrangements jusqu'à peu avant sa mort. Elle arrête également de jouer,.
Clarke vend le stradivarius dont elle a hérité et instaure le prix May Mukle de la Royal Academy. Le prix est toujours attribué chaque année aux violonistes remarquables. Après la mort de son mari en 1967, Clarke commence à écrire ses mémoires intitulés I Had a Father Too (or the Mustard Spoon) ; ils sont terminés en 1973 mais jamais publiés. Elle y décrit sa jeunesse marquée par des violences récurrentes de la part de son père et des relations familiales tendues qui ont affecté sa perception de sa place dans la vie.
Clarke meurt en 1979 dans sa maison à New York à l'âge de 93 ans et est incinérée.

## Musique

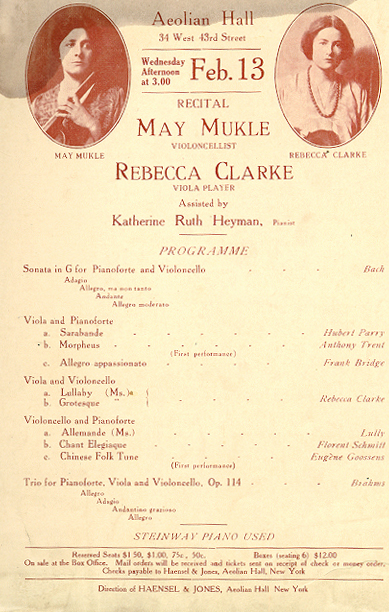
Programme d'un concert donné en 1917 avec des œuvres de Clarke.

Une grande partie de la musique de Clarke est pour alto. Elle a joué professionnellement de cet instrument une grande partie de sa vie. La plupart de son œuvre a été composée pour elle-même et pour les orchestres de chambre, constitués de musiciennes uniquement, auxquels elle appartenait, dont le Norah Clench Quartet, l'English Ensemble et les Aranyi Sisters. Elle fait également des tournées mondiales, particulièrement avec la violoncelliste May Mukle. Son travail est grandement influencé par les tendances musicales de la Nouvelle Musique. Clarke connaît également plusieurs compositeurs de premier plan de son époque dont Bloch et Ravel, avec lesquels son œuvre a été comparée.
L'impressionnisme de Debussy est souvent mentionné en connexion avec l’œuvre de Clarke, particulièrement ses textures luxuriantes et ses harmonies modernes. Sa sonate pour alto (en) (publiée la même année que les sonates pour alto de Bloch et d'Hindemith) en est un exemple avec son thème d'ouverture pentatonique, ses harmonies denses, sa nature émotionnellement intense et ses textures denses et rythmiquement complexes. La sonate reste un classique du répertoire pour alto. Morpheus (en), composée la même année, est sa première œuvre conséquente après une décennie de chants et de miniatures. La Rhapsodie que Coolidge sponsorise, est la pièce la plus ambitieuse de Clarke : elle dure près de 23 minutes avec des idées musicales complexes et des tonalités ambiguës contribuant aux humeurs variantes de la pièce. En contraste, Midsummer Moon, composée l'année suivante, est une miniature légère avec un solo au violon flottant.
En plus de la musique de chambre pour cordes, Clarke écrit plusieurs chants. Presque toutes les premières compositions de Clarke sont pour voix seule et piano. Son Tiger, Tiger de 1933, un recueil sur le poème The Tyger de Blake, est sombre et maussade, presque expressionniste. Elle y travaille pendant cinq ans à l'exclusion de tout autre travail, durant sa relation tumultueuse avec John Goss, et le corrige en 1972. Cependant, la plupart de ses chants sont légers. Ses premières œuvres sont des mélodies de salon, et elle construit une œuvre à partir de textes de Yeats, Masefield et A.E. Housman.
De 1939 à 1942, la dernière période prolifique avant la fin de sa carrière de compositrice, son style devient plus clair et en contrepoint, avec un accent sur des motivic et des structures tonales, les caractéristiques du néo-classicisme. Dumka (1941), une pièce pour violon, alto et piano, reflète la musique populaire de Bartók et de Martinů. La Passacaglia on an Old English Tune, également de 1941 et créée par Clarke elle-même, est fondée sur un thème attribué à Thomas Tallis. La pièce est modale, principalement en mode dorien, mais s'aventure dans le mode phrygien rarement entendu ; cette pièce est dédiée à « BB », apparemment la nièce de MClarke Magdalen. Toutefois, les spécialistes pensent que la dédicace se réfère plus probablement à Benjamin Britten qui organise un concert commémorant la mort de l'ami de Clarke Frank Bridge. Le Prelude, Allegro, and Pastorale, également de 1941, est une autre pièce néoclassique, écrite pour clarinette et alto (composée à l'origine pour son frère et sa belle-sœur).
Clarke ne compose rien d'aussi grand que des symphonies. Elle a écrit 52 chants, 11 œuvres chorales, le trio pour piano et la sonate pour alto. Son travail est oublié pendant une grande période jusqu'à ce qu'un intérêt soit renoué, lors d'une radiodiffusion en 1976 pour les 90 ans de Clarke. Près de la moitié de ses compositions n'ont pas été publiées et sont en possession de ses héritiers avec la plupart de ses écrits. Cependant, au début des années 2000, une partie de son œuvre a été publiée et enregistrée, par exemple deux quatuors à cordes et Morpheus, publié en 2002.
L'œuvre de Clarke est généralement bien reçue après sa mort. Une critique de 1981 parle de la sonate pour alto comme « une pièce réfléchie et bien construite » d'un compositeur relativement inconnu ; une critique de 1985 note son « intensité émotionnelle et l'utilisation de couleurs sonores sombres ». Andrew Achenbach, dans sa critique de plusieurs enregistrements de Clarke par Helen Callus (en), parle de Morpheus comme une pièce « frappante » et « langoureuse ». Laurence Vittes note que la « Lullaby » est « très douce et tendre ». Une critique de 1987 conclut « qu'il semble étonnant qu'une musique si profondément émouvante et si bien écrite soit restée dans l'obscurité toutes ces années ».

## Rebecca Clarke Society
La Rebecca Clarke Society est créée en septembre 2000 pour promouvoir la représentation, les bourses d'études et la promotion des œuvres de Rebecca Clarke. Fondée par les musicologues Liane Curtis et Jessie Ann Owens et située dans le Women's Studies Research Center à l'université Brandeis, la Société promeut les enregistrements et les études du travail de Clarke, dont plusieurs créations mondiales, des enregistrements de pièces non publiées et plusieurs publications.
La société a rendu disponible plusieurs pièces non publiées. Binnorie, un chant de douze minutes fondé sur le folklore celte, est découvert en 1997 et n'est créé qu'en 2001. Plus de 25 œuvres inconnues ont été publiées depuis la création de la Société. Plusieurs des œuvres pour orchestre de chambre, dont la Rhapsodie pour violoncelle et piano et Cortège, sa seule pièce pour piano, sont enregistrées pour la première fois en 2000 sous le label Dutton. En 2002, la Society organise et sponsorise les premières mondiales des sonates pour violon de 1907 et 1907.
La directrice de la Rebecca Clarke Society, Liane Curtis, est l'éditrice de A Rebecca Clarke Reader, originellement publié par Indiana University Press en 2004. Le livre est retiré de la circulation par l'éditeur après la plainte des ayants droit pour l'utilisation d'exemples musicaux. Cependant le Reader a depuis été réédité par la Rebecca Clarke Society elle-même.

## Postérité
En août 2020 le festival de musique classique Rosa Bonheur la met à l'honneur en programmant ses œuvres avec celles d'Ethel Smyth,.

## Sélection d'œuvres
- Shiv and the Grasshopper (1904), vocal, texte de Rudyard Kipling
- Shy One (1912), vocal, texte de Yeats
- Morpheus (1917-18), alto et piano
- Sonata (1919), alto (ou violoncelle) et piano
- Piano Trio (1921), violon, alto, et piano
- He that dwelleth in the secret place (Psalm xci) (1921), chœur SATB avec solistes S, A, T, B
- The Seal Man (1922), vocal, texte de John Masefield
- Rhapsody (1923), violoncelle et piano
- The Aspidistra (1929), vocal, texte de Claude Flight
- The Tiger (1929–33), vocal, texte de William Blake
- Passacaglia on an Old English Tune (?1940–41), alto (ou violoncelle) et piano
- Prelude, Allegro and Pastorale (1941), alto et clarinette
- God made a tree (1954), vocal, texte de Katherine Kendall